# Wołma (dopływ Isłoczy)
Wołma (biał. Волма, Валмянка, Wołma, Wałmianka; ros. Волма, Волмянка, Wołma, Wołmianka) – rzeka na Białorusi, w obwodzie mińskim. Lewy dopływ Isłoczy. Należy do zlewiska Morza Bałtyckiego dorzecza Niemna.

## Dolina
Terasa zalewowa szeroka na 20–50 m w górnym biegu, 120–200 m w dolnym biegu. W górnym biegu częściowo skanalizowana, dalej meandruje naturalnym korytem. Brzegi strome, szczególnie w dół od Iwieńca, obfitują w łąki.

## Przebieg
Powstaje z kilku strumieni w pobliżu wsi Szczepki i Jankowce, w rejonie dzierżyńskim. Następnie rzeka płynie na południe, gdzie w okolicy Wołmy znajdują się na niej dwa położone blisko siebie zbiorniki zaporowe. Za Wołmą rzeka skręca na zachód, na części przebiegu wyznaczając granice pomiędzy rejonami dzierżyńskim i wołożyńskim oraz wołożyńskim i stołpeckim. Później skręca na północny zachód, płynąc przez rejon wołożyński, gdzie mija osiedle typu miejskiego Iwieniec. Przez ostatnie kilometry biegnie na północ. Poniżej chutoru Rudnia uchodzi do Isłoczy.
Jej łączna długość wynosi 44 km, z czego na rejon dzierżyński przypada 15 km, stołpecki 5 km i wołożyński 30 km. Przepływa przez Wysoczyznę Mińską.

## Dopływy
Zasilana jest przez niewielkie strumienie i potoki.